# Franco Tancredi
Franco Tancredi (Giulianova, 25 de setembro de 1956) é um ex-futebolista profissional italiano que atuava como goleiro

## Carreira
Franco Tancredi representou a Seleção Italiana de Futebol, na Copa do Mundo de 1986, ele não atuou.

## Títulos

#### Clubes
Roma
- Serie A: 1982–83
- Coppa Italia: 1979–80, 1980–81, 1983–84, 1985–86

Torino
- Mitropa Cup: 1991

#### Individual
- A.S. Roma Hall da Fama